# هوانجو
هوانجو , (桓祖 | 환조) , (ولد في 1315 ومات في 1360) كوري من غوريو , لكنه كان مسؤولاً حكومياً في بلاط أسرة يوان , والد الملك تايجو (태조) ملك مملكة جوسون من عشيرة جونجو يي , اسمه يي جاتشن (이자춘 | 李子春) . وجده هو يغجو .
أعطي اسماً منغولياً هو أولوسا بُلّهوا (吾魯思不花 | 오로사불화) . شغل منصب بيونغجانغسا .
بعد تأسيس مملكة جوسون أصبح تشجون , حيث منح لقب هوانجو (환조 | 桓祖) , وأيضاً الملك العظيم يونموسونغهوان (연무성환대왕 | 淵武聖桓大王) .

## حياته
مات الأخ الأكبر لوالد يي تشن , يي جاهينغ (이자흥 | 李自興) بعده بوقت قصير .وحتى ابن أخيه يي غيوجو (이교주 | 李咬住) . أخاه غير الشقيق من جهة أمه , جو (조씨 | 趙氏) انتصر في مواجهة مع مملكة يوان , مما جعل شعوراً بالشك ينتشر في بلاط المملكة .
أثناء الغزو المغولي لكوريا , بين 1250 و1270 , قامت أسرة يوان بضم المقاطعات الشمالية لكوريا وضموها لإمبراطوريتهم وهي مقاطعة سانغسونغ (쌍성총관부 | 雙城摠管府) , ومقاطعة دونغنيونغ (동녕부 | 東寧府) . في عام 1356 (أي بعد أكثر من 86 سنة) استعاد جيش غوريو هذه المقاطعات , ويرجع هذا لانشقاق يي جاتشن عندما كان مسؤولاً في سانغسونغو , ولابنه يي سونغ-غاي . وبالإضافة لذلك فقد قاد يي سونغ-غاي مع جي يونغس حملة إلى لياويانغ .
سمح الملك غونغمن ليي جاتشن بالعودة , لبلاط غوريو , لكن بعد أربع سنين مرض ومات في 1360 .

## بعد موته
بعد موته , وعند تأسيس مملكة جوسون , أعطاه ابنه الملك تايجو لقب هوانجو (환조 | 桓祖) , في عهد حفيده الملك تايجونغ أعطي اللقب الملك العظيم يونموسونغهوان (연무성환대왕 | 淵武聖桓大王) .
قبره هو وزوجته موجود في مدينة هامهنغ في مقاطعة هامغيونغ الجنوبية , في كوريا الشمالية .

## الأسرة
- الأب : يي تشن , (도조 이춘) .
- الأم : الملكة غيونغسن من عشيرة بارك , (경순왕후 박씨) .
- الزوجات والأبناء :
  - الملكة ويهي من عشيرة تشوي , (의혜왕후 최씨 | 懿惠王后 崔氏) , أنجبت :
    - الملك تايجو , ملك مملكة جوسون الأول , (태조 이성계) , الابن الوحيد .
    - الأميرة جونغهوا , (정화공주 | 貞和公主) , الابنة الوحيدة .

  - السيدة يي , (이씨 | 李氏) , أنجبت :
    - الأمير العظيم وانبنغ , يي وونغاي , (완풍대군 이원계 | 完豊君 李元桂) , الابن الأول .

  - جونغبن من عشيرة كيم , (정빈 김씨 | 定嬪金氏) , أنجبت :
    - الأمير العظيم ويآن,[1] يي هوا , (의안대군 이화 | 義安大君 李和) , الابن الأول .